# FN 1910型手槍
FN 1910型手槍（英語：FN Model 1910），是由約翰·白朗寧設計，比利時FN國營工廠生產的直接反沖式半自動手槍。

## 衍生型號

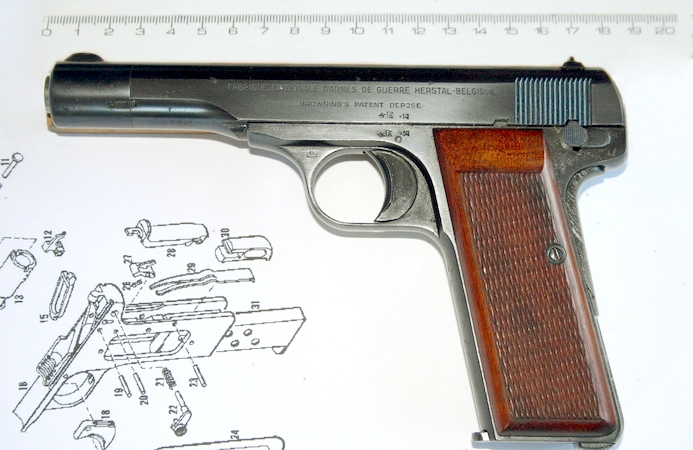
FN 1922型手槍，發射7.65毫米手槍彈

1923-1930年間，南斯拉夫王國採用了60,000支發射.32 ACP彈藥的FN 1922型手槍，並命名為Automatski pistolj (Brauning) 9mm M.22。